# 宮崎鴻
宮崎 鴻（みやざき こう、1999年8月5日 - ）は、東京都出身のプロサッカー選手。Jリーグ・ベガルタ仙台所属。ポジションはフォワード(FW)。

## 来歴

### プロ入り前
日本人の父とオーストラリア人の母との間に生まれる。小学校・中学校時代は三菱養和のアカデミーに所属していた。その後、サッカー名門校の前橋育英高校に進学。3年次の全国高等学校サッカー選手権大会では悲願の同校史上初優勝を果たした。
前橋育英高校卒業後、駒澤大学に進学。同大サッカー部では後にプロ入りする江崎巧朗、土信田悠生、荒木駿太らとプレーした。在学中の2021年9月には水戸ホーリーホックの練習生としてJエリートリーグに出場している。

### 栃木SC
2021年11月8日、2022年からの栃木SC加入内定が発表された。なお前橋育英の同期・五十嵐理人も栃木加入が決まっており、プロの舞台で再会することとなった。
2022年2月27日、J2リーグ第2節の東京ヴェルディ戦でプロデビューを飾った。
第14節のモンテディオ山形戦ではFWとして途中出場の機会を得た。この試合では後半のアディショナルタイムにGKの藤田和輝がレッドカードで退場。急遽、宮崎がGKを務めることとなったが、直後に得点を決められ試合に敗れた。

### ベガルタ仙台
2024年12月、ベガルタ仙台への完全移籍が発表。同時に荒木駿太も移籍しており、駒澤大学以来のプレーとなる。
2025年3月16日、J2リーグ第5節の水戸ホーリーホック戦で後半33分から途中出場し、アディショナルタイムに移籍後初ゴールをマーク。

## 人物・エピソード
- ゴールを決めるとサポーターから「最鴻 (さいこう)」のフレーズが使われる。
- 仙台入団時の会見ではIKKOのモノマネで会場を沸かせた。

## 所属クラブ
- リトルインディアンズ少年サッカークラブ
- 三菱養和巣鴨ジュニア
- 三菱養和巣鴨ジュニアユース
- 前橋育英高等学校
- 駒澤大学
- 2022年 - 2024年 栃木SC
- 2025年 - ベガルタ仙台

## 個人成績
| 国内大会個人成績 | 国内大会個人成績 | 国内大会個人成績 | 国内大会個人成績 | 国内大会個人成績 | 国内大会個人成績 | 国内大会個人成績 | 国内大会個人成績 | 国内大会個人成績 | 国内大会個人成績 | 国内大会個人成績 | 国内大会個人成績 |
| 年度             | クラブ           | 背番号           | リーグ           | リーグ戦         | リーグ戦         | リーグ杯         | リーグ杯         | オープン杯       | オープン杯       | 期間通算         | 期間通算         |
| 年度             | クラブ           | 背番号           | リーグ           | 出場             | 得点             | 出場             | 得点             | 出場             | 得点             | 出場             | 得点             |
| 日本             | 日本             | 日本             | 日本             | リーグ戦         | リーグ戦         | リーグ杯         | リーグ杯         | 天皇杯           | 天皇杯           | 期間通算         | 期間通算         |
| ---------------- | ---------------- | ---------------- | ---------------- | ---------------- | ---------------- | ---------------- | ---------------- | ---------------- | ---------------- | ---------------- | ---------------- |
| 2018             | 駒澤大           | 24               | 他               | -                | -                | -                | -                | 1                | 0                | 1                | 0                |
| 2022             | 栃木             | 32               | J2               | 26               | 3                | -                | -                | 3                | 1                | 29               | 4                |
| 2023             | 栃木             | 32               | J2               | 29               | 2                | -                | -                | 1                | 0                | 15               | 1                |
| 2024             | 栃木             | 32               | J2               | 34               | 6                | 1                | 0                | 0                | 0                | 35               | 6                |
| 2025             | 仙台             | 99               | J2               |                  |                  |                  |                  |                  |                  |                  |                  |
| 通算             | 日本             | 日本             | J2               | 89               | 11               | 1                | 0                | 4                | 1                | 94               | 12               |
| 通算             | 日本             | 日本             | 他               | -                | -                | -                | -                | 1                | 0                | 1                | 0                |
| 総通算           | 総通算           | 総通算           | 総通算           | 89               | 11               | 1                | 0                | 5                | 1                | 95               | 12               |

## タイトル

### クラブ
前橋育英高校
- 全国高等学校サッカー選手権大会 : 1回 (2017年)

駒澤大学
- 全日本大学サッカー選手権大会 : 1回 (2021年)

### 個人
- 関東大学サッカーリーグ戦・東京中日スポーツ賞 : 2021年[11]